# Шнапс
Шнапсът е вид алкохолна напитка, която може да има няколко форми, включително дестилирано плодово бренди, билкови ликьори, инфузии и „ароматизирани ликьори“, направени чрез добавяне на плодови сиропи, подправки, или изкуствени аромати за неутрални зърнени спиртни напитки.
Немският термин Schnaps се отнася до всякакъв вид силна алкохолна напитка, подобно на това как се използва eau de vie („вода на живота“ на френски), aguardiente („горяща вода“, „огнена вода“ на испански) или aguardente (на португалски).

## Етимология
Английската заемка „schnapps“ произлиза от разговорната немска дума Schnaps  (множествено число: Schnäpse), която се използва по отношение на спиртни напитки.[4] Думата шнапс произлиза от долнонемски и е свързана с немския термин „schnappen“, което означава „щракане“, което се отнася до спиртната напитка, която обикновено се консумира набързо от малка чаша (т.е. чаша за шот).